# Favreauïta
La favreauïta és un mineral de la classe dels òxids. Rep el nom per Georges Favreau, mineralogista aficionat i enginyer professional francès, en reconeixement del seu treball sobre minerals rars i jaciments minerals francesos. Va ser president de l'Association Française de Microminéralogie (1993-2007).

## Característiques
La favreauïta és un selenit de fórmula química PbBiCu₆O₄(SeO₃)₄(OH)·H₂O. Va ser aprovada com a espècie vàlida per l'Associació Mineralògica Internacional el 2014, sent publicada el mateix any. Cristal·litza en el sistema tetragonal. La seva duresa a l'escala de Mohs és 3.
Les mostres que van servir per a determinar l'espècie, el que es coneix com a material tipus, es troben conservades a les col·leccions mineralògiques del Museu Victoria, a Melbourne (Austràlia), amb els números de registre: 64111, 64112 i 64113.

## Formació i jaciments
Va ser descoberta a la mina El Dragón, situada al municipi de Porco, dins la província d'Antonio Quijarro, (Departament de Potosí, Bolívia). Aquesta mina boliviana és l'únic indret de tot el planeta on ha estat descrita aquesta espècie mineral.